# GCW Zero
GCW Zero (pour Game Consoles Worldwide Zero) est une console de jeu open source, utilisant un SoC Ingenic JZ4770, un microprocesseur d'architecture MIPS à 1 Ghz et un processeur graphique Vivante GC860 à 496 Mhz.
Le système d'exploitation est OpenDingux, une distribution GNU/Linux adaptée à l'architecture MIPS. Elle comporte un pilote libre etnaviv pour le pilotage du processeur graphique.
Cette console a été produite à la suite d'un projet Kickstarter, qui a réussi à cumuler 238 498 $ pour une demande initiale de 130 000 $. La différence a servi à financer davantage de mémoire que prévu initialement.
Elle comporte des jeux développés spécifiquement pour cette console, plus globalement pour Linux, ainsi que différents émulateurs. Avant le lancement du projet kickstarter, seuls des émulateurs NES, SNES, Game Boy, GBA, Neo-Geo, Mega Drive et PlayStation 1 étaient prévu de pouvoir tourner sur cette console, mais des émulateurs de matériel plus puissants comme un émulateur Dreamcast open source nommé Reicast fonctionne sur cette console.